# 3. Königlich Bayerische Division
Die 3. Division, für die Dauer des mobilen Verhältnisses als 3. Infanterie-Division bezeichnet, war ein Großverband der Bayerischen Armee.

## Geschichte
Der Großverband wurde am 27. November 1815 zuerst als Infanterie-Division des Generalkommandos Würzburg gebildet. Im weiteren Verlauf ihres Bestehens änderten sich die Bezeichnungen mehrfach. Vom 1. Juni 1822 bis 30. September 1851 hieß sie 3. Infanterie-Division, anschließend bis 31. März 1872 3. Armee-Division. Zwischenzeitlich führte sie vom 22. April 1859 bis 31. Januar 1869 den Namen Generalkommando Würzburg. Im Deutsch-Französischen Krieg 1870 nahm sie u. a. an der Schlacht bei Wörth teil. Am 1. April 1872 erhielt die Division ihre letztliche Bezeichnung 3. Division. 
Das Kommando stand von 1815 bis 31. März 1901 in Nürnberg und zwischenzeitlich von 1843 bis 1848 in Ansbach. Ab 1. April 1901 befand es sich in Landau in der Pfalz.

### Erster Weltkrieg
Die Division wurde zu Beginn des Ersten Weltkrieges im Rahmen der 6. Armee an der Westfront eingesetzt. Sie erlitt in der Schlacht von Messines im Sommer 1917 schwerste Verluste, als am 7. Juni 1917 australische und englische Mineure in den Stollen, die sie unter der bayerischen Stellung auf Höhe 60 gegraben hatten, 19 Minen von insgesamt 26 zündeten. Dies entsprach einer Sprengkraft von 400 Tonnen Ammonal (einer Mischung aus Ammoniumnitrat und Aluminium). Die Detonation war angeblich bis nach London zu hören. Durch die Explosion kamen bis zu 10.000 Soldaten ums Leben.

### Gefechtskalender

#### 1914
- 08. bis 19. August – Grenzschutzgefechte in Lothringen
- 20. bis 22. August – Schlacht in Lothringen
- 22. August bis 14. September – Schlacht bei Nancy-Épinal
- 23. September bis 6. Oktober – Schlacht an der Somme
- 07. bis 10. Oktober – Stellungskämpfe westlich St. Quentin
- 11. bis 25. Oktober – Stellungskämpfe an der Somme
- 30. Oktober bis 24. November – Schlacht bei Ypern
- 14. bis 24. Dezember – Schlacht in Französisch-Flandern
- ab 25. Dezember – Stellungskämpfe in Flandern und Artois

#### 1915
- bis 8. Mai – Stellungskämpfe in Flandern und Artois
- 09. Mai bis 23. Juli – Frühjahrsschlacht bei La-Bassée und Arras
- 24. Juli bis 24. September – Stellungskämpfe in Flandern und Artois
- 25. September bis 13. Oktober – Herbstschlacht bei La Bassée und Arras
- ab 14. Oktober – Stellungskämpfe in Flandern und Artois

#### 1916
- bis 23. Juni – Stellungskämpfe in Flandern und Artois
- 24. Juni bis 7. Juli – Erkundungs- und Demonstrationsgefechte der 6. Armee im Zusammenhang mit der Schlacht an der Somme
- 07. Juli bis 24. August – Stellungskämpfe in Flandern und Artois
- 24. August bis 18. September – Schlacht an der Somme
- ab 1. Oktober – Stellungskämpfe in Flandern und Artois

#### 1917
- bis 31. Januar – Stellungskämpfe in Flandern und Artois
- 01. Februar bis 22. März – Stellungskämpfe in Französisch-Flandern und Artois
- 22. März bis 9. April – Reserve der OHL
- 09. bis 25. April – Schlacht von Arras
- 26. April bis 4. Juni – Reserve der OHL
- 04. bis 8. Juni – Schlacht von Messines
- 11. Juni bis 15. Juli – Reserve der OHL
- 16. bis 19. Juli – Stellungskämpfe vor Verdun
- 19. Juli bis 9. Oktober – Stellungskämpfe in Lothringen
- 10. bis 18. Oktober – Stellungskämpfe in der Champagne
- 24. Oktober bis 2. November – Nachhutkämpfe an und südlich der Ailette
  - 26. bis 30. Oktober – Kämpfe am Chemin des Dames
- ab 3. November – Stellungskämpfe nördlich der Ailette

#### 1918
- bis 20. März – Stellungskämpfe nördlich der Ailette
- 21. März bis 6. April – Große Schlacht in Frankreich
- 07. April bis 8. Juni – Kämpfe an der Avre und bei Montdidier-Noyon
- 09. Juni bis 7. August – Kämpfe an der Avre und an der Matz
  - 9. bis 13. Juni – Schlacht bei Noyon
- 08. August bis 3. September – Abwehrschlacht zwischen Somme und Oise
- 03. bis 17. September – Kämpfe vor der Siegfriedstellung
- 18. bis 26. September – Stellungskämpfe in Lothringen
- 27. September bis 10. Oktober – Stellungskämpfe in der Woëvre-Ebene und westlich der Mosel
- 11. Oktober bis 11. November – Stellungskämpfe in der Woëvre-Ebene
- ab 12. November – Räumung des besetzten Gebietes, Rückmarsch durch Lothringen, die Rheinprovinz und die Pfalz in die Heimat

## Gliederung

### Friedensgliederung 1914
1914 war die Division Teil des II. Armee-Korps.
- 5. Infanterie-Brigade in Zweibrücken
- 6. Infanterie-Brigade in Landau
- 3. Kavallerie-Brigade in Dieuze
- 3. Feldartillerie-Brigade in Landau

### Kriegsgliederung vom 2. August 1914
- 5. Infanterie-Brigade
  - 22. Infanterie-Regiment „Fürst Wilhelm von Hohenzollern“
  - 23. Infanterie-Regiment „König Ferdinand der Bulgaren“
- 6. Infanterie-Brigade
  - 17. Infanterie-Regiment „Orff“
  - 18. Infanterie-Regiment „Prinz Ludwig Ferdinand“
- 3. Chevaulegers-Regiment „Herzog Karl Theodor“
- 3. Feldartillerie-Brigade
  - 5. Feldartillerie-Regiment „König Alfons XIII. von Spanien“
  - 12. Feldartillerie-Regiment
- 1. und 3. Kompanie/2. Pionierbataillon

### Kriegsgliederung vom 7. Februar 1918
- 6. Infanterie-Brigade
  - 17. Infanterie-Regiment „Orff“
  - 18. Infanterie-Regiment „Prinz Ludwig Ferdinand“
  - 23. Infanterie-Regiment „König Ferdinand der Bulgaren“
  - 4. Eskadron/3. Chevaulegers-Regiment „Herzog Karl Theodor“
- Bayerischer Artillerie-Kommandeur Nr. 3
  - 12. Feldartillerie-Regiment
  - Fußartillerie-Bataillon Nr. 43
- 2. Pionierbataillon
- Bayerischer Divisions-Nachrichten-Kommandeur Nr. 3

## Kommandeure
| Dienstgrad      | Name                                        | Datum                                |
| --------------- | ------------------------------------------- | ------------------------------------ |
|                 | Friedrich Wilhelm Walther von Walderstötten | 08. Januar 1869 bis 30. April 1873   |
| Generalleutnant | Hugo von Diehl                              | 01. Mai 1873 bis 23. Juli 1878       |
| Generalleutnant | Karl von Weinrich                           | 24. Juli 1878 bis 13. März 1884      |
| Generalleutnant | Maximilian von Heckel                       | 20. März 1884 bis 5. März 1887       |
|                 | Otto von Parseval                           | 06. März 1887 bis 8. Mai 1890        |
|                 | Karl von Hoffmann                           | 09. Mai 1890 bis 20. Mai 1893        |
| Generalleutnant | Maximilian von Kühlmann                     | 21. Mai 1893 bis 8. November 1895    |
| Generalleutnant | Hermann von Haag                            | 09. November 1895 bis 31. März 1901  |
| Generalleutnant | Ludwig von Grauvogl                         | 01. April 1901 bis 4. August 1902    |
|                 | Oskar von Rittmann                          | 05. August 1902 bis 9. April 1905    |
| Generalleutnant | Friedrich von Lobenhoffer                   | 10. April 1905 bis 19. Dezember 1909 |
| Generalleutnant | Friedrich Kreß von Kressenstein             | 20. Dezember 1909 bis 13. März 1913  |
| Generalleutnant | Otto von Breitkopf                          | 14. März 1913 bis 6. März 1915       |
| Generalleutnant | Karl von Wenninger                          | 06. März 1915 bis 5. Juni 1917       |
| Generalleutnant | Hugo von Huller                             | 06. Juni 1917 bis 9. Januar 1918     |
| Generalmajor    | Karl von Schoch                             | 10. Januar 1918 bis 29. Januar 1919  |